# 柯昕野
柯昕野（1959年7月—），浙江温岭人，中华人民共和国政治人物。

## 生平
1982年9月，考入台州师专中文系。1984年6月，加入中国共产党。1998年9月，担任台州市椒江区委副书记。2002年12月，担任中共仙居县委副书记、代县长。2003年3月转正。2005年6月至2008年4月，担任中共仙居县委书记。2008年4月，在玉环县出任中共玉环县委书记。2011年7月，担任中共台州市委常委、临海市委书记。2017年3月，担任台州市人大常委会副主任。2019年10月25日，因年龄到限退休，辞去台州市人大常委会副主任职务。